# Tetrafenylmethaan
Tetrafenylmethaan is een organische verbinding die bestaat uit een koolstofatoom dat verbonden is met vier fenylgroepen.

## Synthese
De synthese van deze stof werd voor het eerst beschreven in 1897 door Moses Gomberg. Zijn methode, die een erg lage opbrengst had, begon bij trifenylmethylbromide (1), dat met fenylhydrazine 2 de hydrazineverbinding 3 vormt. Oxidatie hiervan met salpeterigzuur geeft de azoverbinding 4. Door deze te verhitten stelt ze distikstofgas vrij en wordt tetrafenylmethaan 5 gevormd.
Gomberg kon de nieuwe verbinding onderscheiden van trifenylmethaan door ze te nitreren tot 6 en te behandelen met een sterke base. Met trifenylmethaan zou dan een sterk gekleurde verbinding moeten ontstaan.
Door de nitrogroepen te reduceren tot aminogroepen met behulp van zinkpoeder in azijnzuur, verkreeg Gomberg de kleurstof 7 en, na behandeling met zoutzuur en onder afsplitsing van aniline, de bekende kleurstof pararosaniline 8, hetgeen een bijkomende aanwijzing was dat hij tetrafenylmethaan had gesynthetiseerd.

## Toepassingen
Sommige organische verbindingen met een tetrafenylmethaankern worden thans gebruikt als materiaal voor oleds.